# Guiscard
 Guiscard  es una población y comuna francesa, en la región de Picardía, departamento de Oise, en el distrito de Compiègne. Es el chef-lieu y mayor población del cantón de Guiscard.

## Demografía
| 1135 | 1343 | 1518 | 1504 | 1571 | 1720 |
| Para los censos de 1962 a 1999 la población legal corresponde a la población sin duplicidades (Fuente: INSEE [Consultar]) |      |      |      |      |      |